# Hesperolabops gelastops
Hesperolabops gelastops är en insektsart som beskrevs av George Willis Kirkaldy 1902. Hesperolabops gelastops ingår i släktet Hesperolabops och familjen ängsskinnbaggar. Inga underarter finns listade i Catalogue of Life.